# Cantons del Mosa
Els Cantons del Mosa (Gran Est) són 31 i s'agrupen en 3 districtes:
- Districte de Bar-le-Duc (9 cantons - prefectura: Bar-le-Duc) :
cantó d'Ancerville - cantó de Bar-le-Duc-Nord - cantó de Bar-le-Duc-Sud - cantó de Ligny-en-Barrois - cantó de Montiers-sur-Saulx - cantó de Revigny-sur-Ornain - cantó de Seuil-d'Argonne - cantó de Vaubecourt - cantó de Vavincourt

- Districte de Commercy (7 cantons - sotsprefectura: Commercy) :
cantó de Commercy - cantó de Gondrecourt-le-Château - cantó de Pierrefitte-sur-Aire - cantó de Saint-Mihiel - cantó de Vaucouleurs - cantó de Vigneulles-lès-Hattonchâtel - cantó de Void-Vacon

- Districte de Verdun (15 cantons - sotsprefectura: Verdun) :
cantó de Charny-sur-Meuse - cantó de Clermont-en-Argonne - cantó de Damvillers - cantó de Dun-sur-Meuse - cantó d'Étain - cantó de Fresnes-en-Woëvre - cantó de Montfaucon-d'Argonne - cantó de Montmédy - cantó de Souilly - cantó de Spincourt - cantó de Stenay - cantó de Varennes-en-Argonne - cantó de Verdun-Centre - cantó de Verdun-Est - cantó de Verdun-Oest